# Костим
Кости́м (рос. Костым) — річка в Росії, права притока Липа. Протікає територією Кезького району Удмуртії, Починається на північній околиці колишнього присілка Обої. Тече на південь, біля колишнього присілка Ананьєво повертає на південний захід, перед присілком Шуралуд — на південний схід, потім знову повертає на південний захід. Впадає до Липу нижче села Кабалуд. Протікає через лісові масиви тайги, приймає декілька дрібних приток, найбільша з яких права Косогорка. Біля присілка Шуралуд створено став площею 0,1 км².
На річці розташовані населені пункти Майори, Шуралуд та Березники. В нижній течії збудовано автомобільний міст.